# Transmetropolitan

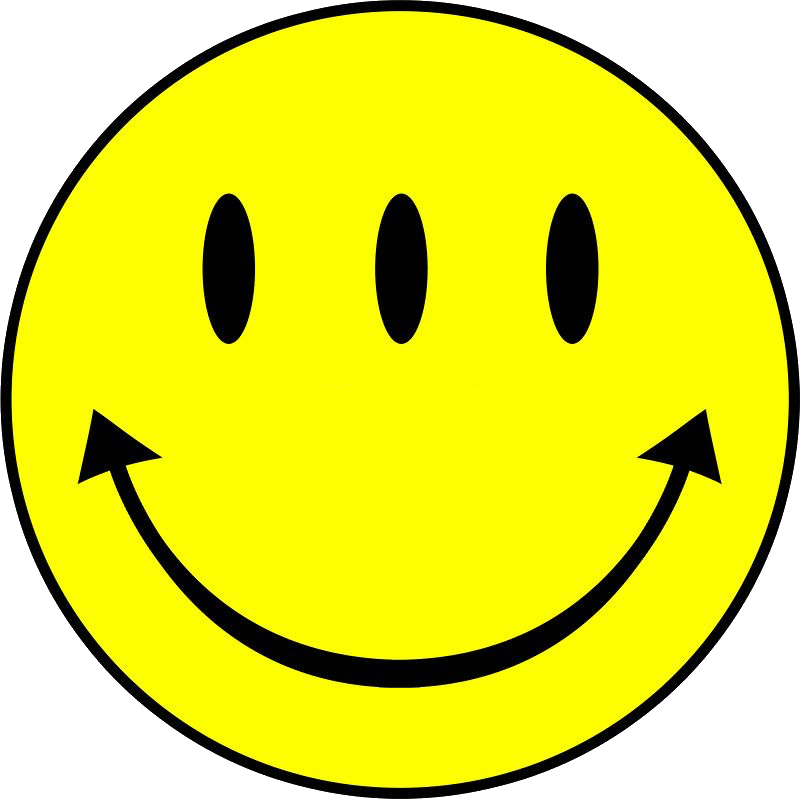
Symbol Używany w Transmetropolitan

Transmetropolitan – postcyberpunkowa amerykańska seria komiksowa, której autorami są Warren Ellis (scenariusz) i Darick Robertson (rysunki), publikowana przez DC Comics imprincie Vertigo w latach 1997–2002. Seria ukazała się pierwotnie w 60 zeszytach. Po polsku Transmetropolitan było wydawane w formie tomów zbiorczych, najpierw nakładem wydawnictwa Mandragora, a następnie przez Egmont Polska, które opublikowało serię w całości.

## Fabuła
Seria opowiada o przygodach dziennikarza imieniem Spider Jerusalem (Pająk Jeruzalem), który jest autorem wyjątkowo popularnych felietonów z serii "Tego nienawidzę", publikowanych na łamach czasopisma "The Word". Sama akcja komiksu przerywana jest krótkimi felietonami głównego bohatera, które komentują bieżące wydarzenia. Styl dziennikarstwa Spidera Jerusalema przypomina felietony w stylu gonzo pisane przez Huntera S. Thompsona.

## Tomy zbiorcze wydane w Polsce
| Tom                       | Tytuł i rok wydania polskiego   | Tytuł i rok wydania oryginalnego              | Zawartość                                                                        |
| Wydawnictwo Mandragora    | Wydawnictwo Mandragora          | Wydawnictwo Mandragora                        | Wydawnictwo Mandragora                                                           |
| ------------------------- | ------------------------------- | --------------------------------------------- | -------------------------------------------------------------------------------- |
| 1                         | Powrót na ulicę (2002)          | Transmetropolitan Vol. 1: Back on the Street  | Zeszyty Transmetropolitan #1–3                                                   |
| 2                         | Żądza życia 1 (2002)            | Transmetropolitan Vol. 2: Lust for Life       | Zeszyty Transmetropolitan #4–7                                                   |
| 3                         | Żądza życia 2 (2003)            | Transmetropolitan Vol. 2: Lust for Life       | Zeszyty Transmetropolitan #8–12                                                  |
| 4                         | Rok drania (2007)               | Transmetropolitan Vol. 3: Year of the Bastard | Zeszyty Transmetropolitan #13–18 i materiał z Vertigo: Winter's Edge II          |
| Wydawnictwo Egmont Polska |                                 |                                               |                                                                                  |
| 1                         | Transmetropolitan. Tom 1 (2018) | Transmetropolitan Book One (2019)             | Zeszyty Transmetropolitan #1–12                                                  |
| 2                         | Transmetropolitan. Tom 2 (2018) | Transmetropolitan Book Two (2019)             | Zeszyty Transmetropolitan #13–24 oraz materiał z Vertigo: Winter's Edge II i III |
| 3                         | Transmetropolitan. Tom 3 (2018) | Transmetropolitan Book Three (2020)           | Zeszyty Transmetropolitan #25–36                                                 |
| 4                         | Transmetropolitan. Tom 4 (2019) | Transmetropolitan Book Four (w przygotowaniu) | Zeszyty Transmetropolitan #37–48                                                 |
| 5                         | Transmetropolitan. Tom 5 (2019) | Transmetropolitan Book Five (w przygotowaniu) | Zeszyty Transmetropolitan #49–60                                                 |